# ワイル・ウエフ号

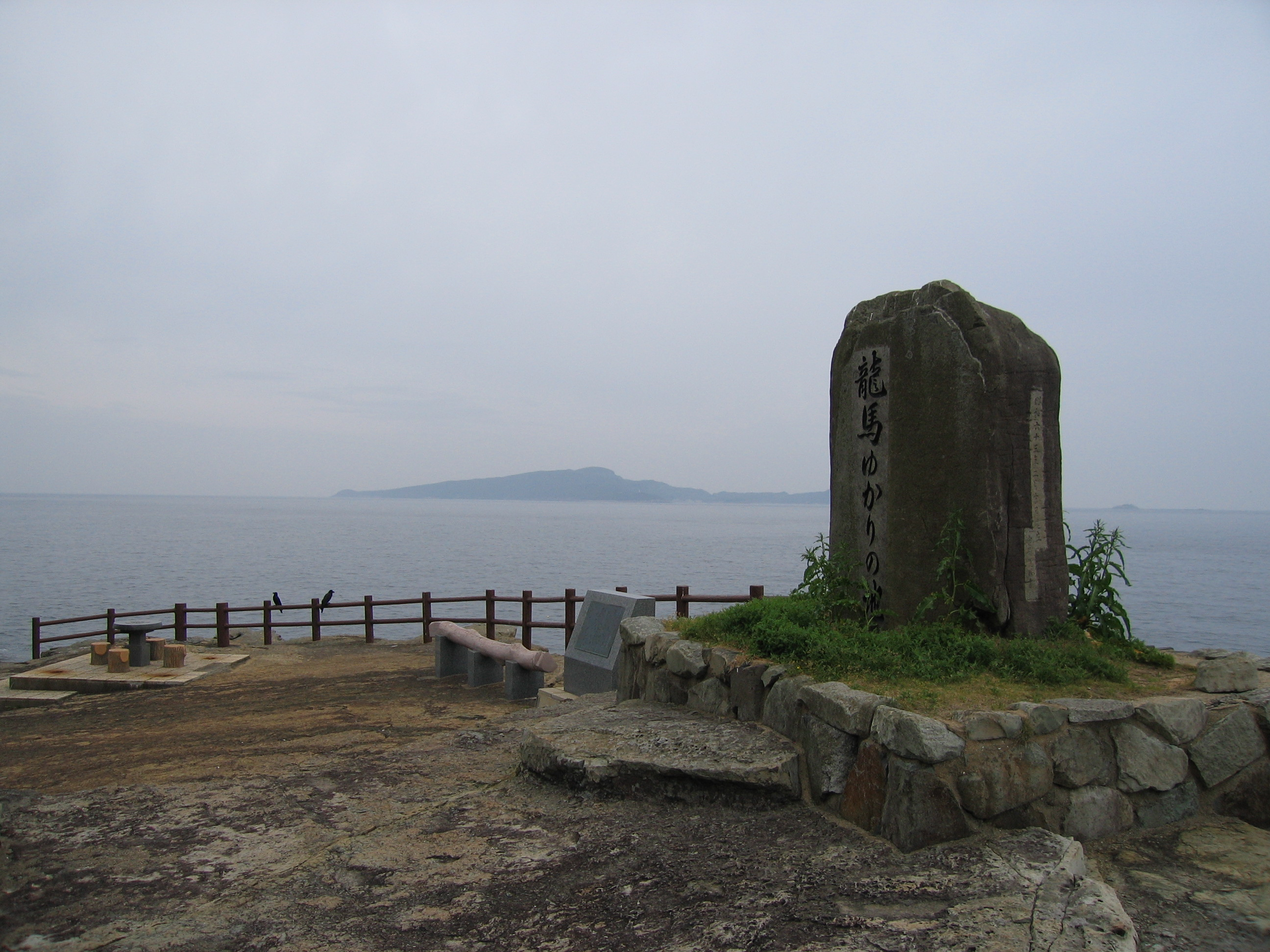
長崎県新上五島町 坂本龍馬ゆかりの地碑

ワイル・ウエフ号（ワイル・ウエフごう、Wild Wave）は、亀山社中の練習船。
坂本龍馬が薩摩藩の援助を得て、グラバーから購入したプロイセン建造の木造小型帆船。
1866年（慶応2年）4月28日 (旧暦) にユニオン号に曳航されて長崎を出航し、鹿児島へ向かっていたが、途中暴風雨に遭遇し、衝突防止のため曳航索を切断後に遭難した。5月2日 (旧暦) 未明、長崎県中通島の東、潮合崎沖で暗礁に乗り上げ転覆し、亀山社中の池内蔵太など、乗組員の多くが死亡した。
ワイル・ウエフ号が沈没した海域を臨む、長崎県新上五島町の有川地区には、その時の船の一部と思われる舵棒の原寸大模造が置かれ、「龍馬ゆかりの地」という記念碑が建てられている。2010年5月2日には新上五島町により海に向かって合掌する「祈りの龍馬像」が建立された。